# Praça do Comércio
La Praça do Comércio (in italiano: Piazza del Commercio) è situata nella città di Lisbona, in Portogallo vicino al fiume Tago. La piazza è ancora comunemente conosciuta come Terreiro do Paço (Piazza del Palazzo), poiché qui si ergeva il Palazzo della Ribeira finché fu distrutto dal grande terremoto di Lisbona del 1755. Dopo il terremoto la piazza fu completamente rimodellata come parte della ricostruzione della Baixa ordinata dal primo marchese di Pombal.

## Storia
Allo sviluppo urbano delle sponde del fiume Tago (le Ribeiras) fu dato un forte impulso agli inizi del Cinquecento, soprattutto quando re Manuele I del Portogallo costruì una nuova residenza reale - il Palazzo della Ribeira - al lato del fiume e al di fuori della mura cittadine. L'area era già sviluppata con gli edifici di un porto, le strutture per la costruzione di navi (la Ribeira das Naus), la Casa da Índia e altre strutture amministrative che regolavano il commercio tra il Portogallo e altre le altre parti dell'Europa e le sue colonie in Africa, Asia e America.

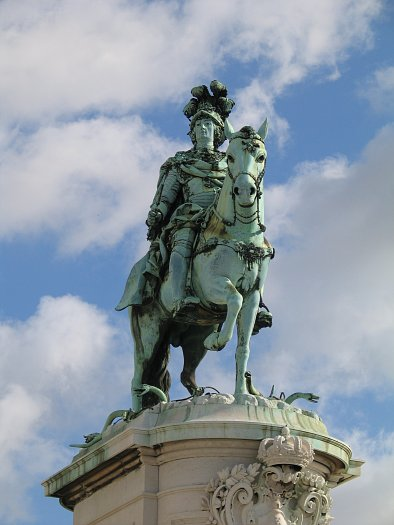
Statua di re Giuseppe I di Joaquim Machado de Castro (1774'-1775). Il re sul cavallo sta simbolicamente schiacciando serpenti sul suo cammino.

Il primo novembre del 1755, durante il regno di Giuseppe I, un grande terremoto seguito da uno tsunami e da un incendio distrusse gran parte di Lisbona, compreso il palazzo della Ribeira e altre costruzioni lungo il fiume. Il primo ministro di re Giuseppe I, il primo marchese di Pombal, coordinò un'imponente opera di ricostruzione in nome dello spirito illuminato dell'epoca. Il Palazzo Reale non fu ricostruito e alla piazza fu data una disposizione regolare e razionale in linea con i canoni della ricostruzione della nuova Baixa Pombalina.

La larga piazza (170x170 m) di fronte al Palazzo della Ribeira, chiamata Terreiro do Paço (Piazza del Palazzo), fu ricostruita seguendo il disegno simmetrico dell'architetto portoghese Eugénio dos Santos. Egli disegnò una grande piazza rettangolare a forma di "U", aperta verso il fiume Tago. Le costruzioni presentano delle gallerie alle loro basi e le braccia della "U" finiscono in due larghe torri, reminiscenza di una torre monumentale di Palazzo della Ribeira, ormai distrutto ma ancora vivo nella memoria architettonica della città. Il progetto fu realizzato quasi completamente sebbene alcuni dettagli decorativi furono cambiati e la torre est della piazza e l'Arco da Rua Augusta furono finiti solo nel diciannovesimo secolo.

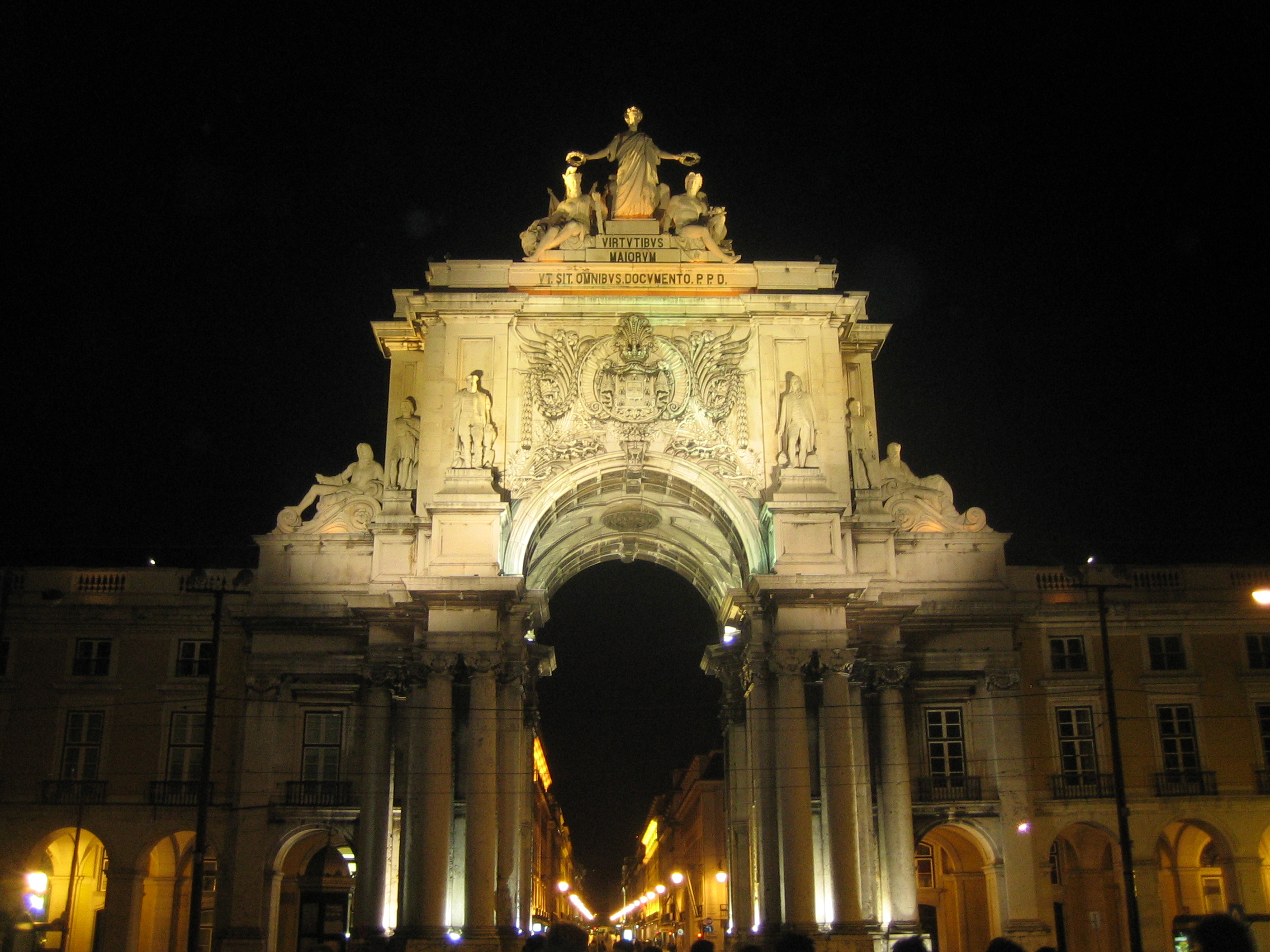
L'Arco che collega la Praça do Comércio alla rua Augusta, realizzato da Veríssimo José da Costa nel 1875

La piazza fu chiamata Praça do Comércio (Piazza del Commercio), per indicare la sua nuova funzione nell'economia di Lisbona. Le costruzioni simmetricamente disposte nella piazza furono riempite di uffici governativi che regolavano le attività delle frontiere e del porto. Il principale monumento di tutta la nuova piazza è senz'altro la statua equestre di re Giuseppe I, inaugurata nel 1775 nel centro della piazza. Questa statua in bronzo, la prima statua monumentale dedicata a un Re in Lisbona, fu realizzata da Joaquim Machado de Castro, il più famoso scultore portoghese dell'epoca.
Aprendosi verso rua Augusta, che collega la Praça do Comércio con un'altra tradizionale piazza di Lisbona, il Rossio, l'originale progetto di Eugénio dos Santos prevedeva un arco trionfale, realizzato solo nel 1875. Questo arco, solitamente chiamato l'Arco da Rua Augusta, fu realizzato da Veríssimo José da Costa. Tale costruzione è arricchita da un orologio e dalle Statue della Gloria, dell'Ingegno e del Valore (tutte opere dello scultore francese Célestin-Anatole Calmels), nonché dalle quattro statue raffiguranti al famoso eroe Viriato, a Nuno Álvares Pereira, a Vasco da Gama e naturalmente al Marchese di Pombal (realizzate dallo scultore portoghese V. Bastos).

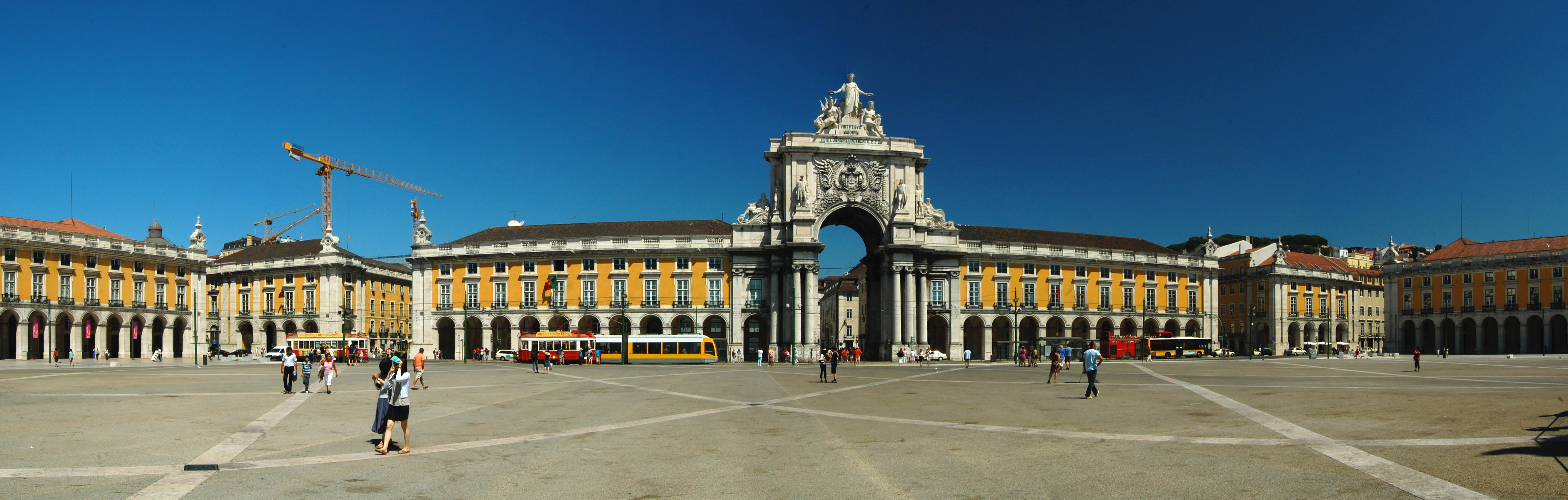
Vista panoramica di Praça do Comércio

Il 1º febbraio 1908 la piazza fu lo scenario dell'assassinio del penultimo re del Portogallo, Carlo I. Di ritorno dal palazzo di Vila Viçosa al Palácio das Necessidades di Lisbona la carrozza con Carlo I e la sua famiglia passò nella piazza: mentre la attraversavano alcuni colpi furono sparati da almeno due uomini confusi tra la folla, Alfredo Costa e Manuel Buiça. Il re morì immediatamente, il principe ereditario Luigi Filippo fu colpito mortalmente mentre il principe Manuele fu ferito a un braccio. 

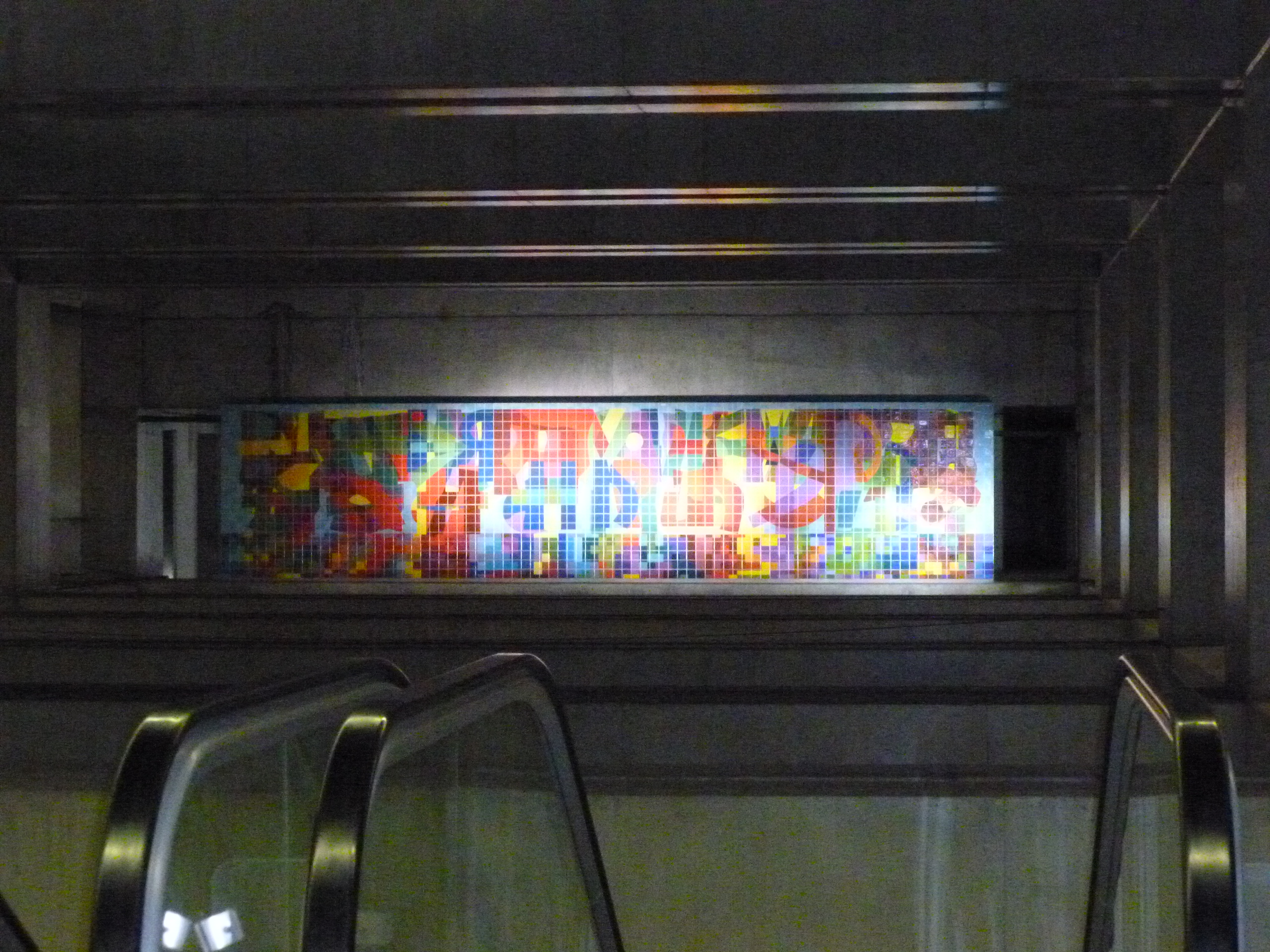
Decorazione alla fermata della metropolitana

Gli assassini furono uccisi sul posto dalle guardie del corpo del re e furono riconosciuti come membri del Partito Repubblicano Portoghese, il quale due anni dopo rovesciò la monarchia.
Dal 2007 è presente anche una fermata della linea Blu della metropolitana.